# Game of Life

Glider Gun.

Game of Life, soms kortweg Life genoemd, is een in 1970 door de Britse wiskundige John Conway bedachte cellulaire automaat, een tweedimensionaal raster met vierkante 'cellen' die 'levend' of 'dood' kunnen zijn, en die zich volgens vastgestelde regels ontwikkelen en daarbij allerlei patronen kunnen vormen.
Het "spel" werd bekend na publicatie in de rubriek Mathematical Games van Martin Gardner in Scientific American. Conway heeft veel geëxperimenteerd met verschillende sets met regels om een goede balans te vinden. Met de verkeerde regels zouden namelijk meer cellen 'geboren' worden dan 'dood' gaan waardoor het hele raster 'levend' wordt, of er gaan juist zoveel cellen dood dat het hele gebied 'dood' wordt. 

## Regels
Er wordt gewerkt op een raster van vierkante cellen. Het raster is onbegrensd, dus oneindig groot. Elke cel kan zich in twee toestanden bevinden: een cel is gekleurd of wit.
Nadat een aantal cellen van een raster is ingekleurd, begint het spel. Game of Life werkt met 'generaties'; om te bepalen of een cel gekleurd ('levend') is of wit ('dood') in de volgende generatie wordt er een aantal regels toegepast aan de hand van de status (levend of dood) die de buurcellen hebben. Elke cel heeft 8 buurcellen.
- Als een cel door 2 of 3 gekleurde buurcellen omgeven wordt, blijft deze cel zelf ook gekleurd, zoals in het voorbeeld hieronder.

In deze afbeelding blijft de middelste cel gekleurd, want de cel wordt omgeven door 2 andere gekleurde cellen.
- Als een cel door 4 of meer gekleurde buurcellen omgeven wordt, gaat deze cel dood door 'overbevolking' (dat wil zeggen, de cel wordt wit). Als een cel door minder dan twee gekleurde buurcellen omgeven wordt, gaat deze cel ook dood, maar dan door eenzaamheid. Zie voorbeeld hieronder.

In deze afbeelding gaat de middelste cel dood, want de cel wordt door meer dan 3 of minder dan 2 gekleurde cellen omgeven.
- Als een dode cel wordt omgeven door precies 3 gekleurde buurcellen, wordt deze dode cel ook gekleurd ('geboren'), zoals in het voorbeeld hieronder.

In deze afbeelding wordt de middelste cel geboren, want de cel wordt door exact 3 gekleurde cellen omgeven.

Al deze transformaties geschieden gelijktijdig voor alle cellen. Men zou dit kunnen doen op de volgende manier.
1. Maak het patroon met zwarte stenen op een groot dambord.
2. Inspecteer alle stenen. Heeft een steen twee of drie buren, leg er dan een witte steen onder.
3. Inspecteer alle lege cellen. Heeft een cel precies drie zwarte buren, leg er dan een witte steen neer.
4. Verwijder alle zwarte stenen en vervang de witte stenen door zwarte.
5. Dit is de tweede generatie. Ga terug naar stap 2.

Deze werkwijze is lastig en er worden makkelijk fouten gemaakt. In 1970 kon lang niet iedereen over een computer beschikken - zelfs Martin Gardner moest het handmatig doen en van sommige patronen kon hij niet zeggen hoe ze zouden veranderen. Thans spreekt het vanzelf dat men voor het spel een computer gebruikt, zodat er geen fouten worden gemaakt. 
De kunst van het spel is patronen te bedenken die bijzonder gedrag vertonen. Er zijn stabiele patronen (eenvoudigste voorbeeld: een blokje van vier). Veel patronen verdwijnen, worden na een aantal generaties stabiel, of ze gaan heen en weer tussen twee of meer standen.  Interessant zijn de patronen die zich verplaatsen, zoals de glider en de glider gun.